# Xiangqian
Xiangqian (kinesiska: 祥谦) är en köping i sydöstra Kina. Den ligger i Minhou härad i provinshuvudstaden Fuzhou i provinsen Fujian, omkring 17 kilometer sydost om centralaFuzhou. Antalet invånare är 52 556. Befolkningen består av 24 625 kvinnor och 27 931 män. Barn under 15 år utgör 15,0 %, vuxna 15-64 år 75 %, och äldre över 65 år 8,0 %.